# Dysauxes lacrimans
Dysauxes lacrimans är en fjärilsart som beskrevs av Otto Staudinger 1921. Dysauxes lacrimans ingår i släktet Dysauxes och familjen björnspinnare. Inga underarter finns listade i Catalogue of Life.